# دانيال ميلر (عالم إنسان)
دانيال ميلر (بالإنجليزية: Daniel Miller)‏ هو عالم إنسان بريطاني، ولد في 1954.